# Erdmann Weyrauch
Erdmann Weyrauch (* 25. März 1941 in Berlin) ist ein deutscher Historiker und Buchwissenschaftler.

## Leben
Erdmann Weyrauch studierte Geschichte, Rechtswissenschaft und Soziologie und promovierte 1976 an der Freien Universität Berlin. Von 1973 bis 1978 war er Mitarbeiter am Sonderforschungsbereich Spätmittelalter und Reformation der Eberhard-Karls-Universität Tübingen, von 1978 bis 1982 an der Universität Bochum und von 1982 bis zum Ruhestand wissenschaftlicher Mitarbeiter und Fachreferent an der Herzog-August-Bibliothek Wolfenbüttel, wo er u. a. eine umfangreiche Bibliographie zum Buchwesen im deutschsprachigen Gebiet erarbeitete. Außerdem hatte er einen Lehrauftrag für Buchwissenschaft an der Universität Leipzig inne. An dieser Hochschule wurde er 2024 auch zum Dr. rer. pol. promoviert.

## Schriften (Auswahl)
- Zur Auswertung von Steuerbüchern mit quantifizierenden Methoden. In: Horst Rabe u. a. (Hrsg.): Festgabe für Ernst Walter Zeeden zum 60. Geburtstag am 14. Mai 1976 (= Reformationsgeschichtliche Studien und Texte, Supplement, Bd. 2). Aschendorff, Münster/W. 1976, S. 97–127, ISBN 3-402-03759-9.
- Konfessionelle Krise und soziale Stabilität. Das Interim in Straßburg (1548–1562) (= Spätmittelalter und frühe Neuzeit, Bd. 7). Klett-Cotta, Stuttgart 1978, ISBN 3-12-911550-1 (Dissertation FU Berlin).
- Die politische Führungsgruppe in Colmar zur Zeit der Reformation. In: Wolfgang J. Mommsen (Hrsg.): Stadtbürgertum und Adel in der Reformation. Studien zur Sozialgeschichte der Reformation in England und Deutschland (= Veröffentlichungen des Deutschen Historischen Instituts London, Bd. 5). Klett-Cotta, Stuttgart 1979, S. 215–234, ISBN 3-12-911890-X.
- Über soziale Schichtung. In: Ingrid Bátori (Hrsg.): Städtische Gesellschaft und Reformation (= Spätmittelalter und frühe Neuzeit, Bd. 12). Klett-Cotta, Stuttgart 1980, S. 5–57, ISBN 3-12-911650-8.
- Überlegungen zur Bedeutung des Buches im Jahrhundert der Reformation. In: Hans-Joachim Köhler (Hrsg.): Flugschriften als Massenmedium der Reformationszeit (= Spätmittelalter und frühe Neuzeit, Bd. 13). Klett-Cotta, Stuttgart 1981, S. 243–259, ISBN 3-12-911630-3.
- (zus. mit Ingrid Bátori): Die bürgerliche Elite der Stadt Kitzingen. Studien zur Sozial- und Wirtschaftsgeschichte einer landesherrlichen Stadt im 16. Jahrhundert (= Spätmittelalter und frühe Neuzeit, Bd. 11). Klett-Cotta, Stuttgart 1982, ISBN 3-12-911610-9.
- Luthers Kleiner Katechismus als öffentliche Handelsware. Zu Entstehung, Druck und Verbreitung aus der Sicht des Buchhistorikers. In: Pastoraltheologie, Bd. 73 (1984), S. 368–379.
- Zur Situation der buchhistorischen Forschung in der Bundesrepublik Deutschland. In: Jahrbuch der historischen Forschung in der Bundesrepublik Deutschland, Bd. 12 (1986), S. 21–28.
- Zensur-Forschung. In: Werner Arnold (Hrsg.): Die Erforschung der Buch- und Bibliotheksgeschichte in Deutschland [Paul Raabe zum 60. Geburtstag]. Harrassowitz, Wiesbaden 1987, S. 475–484, ISBN 3-447-02716-9.
- (Mitbearb.): Deutsche Drucke des Barock 1600–1720. Katalog der Herzog-August-Bibliothek Wolfenbüttel. Saur, München 1988–2000, ISBN 3-598-32099-X.
- Wolfenbütteler Bibliographie zur Geschichte des Buchwesens im deutschen Sprachgebiet 1840–1980. 12 Bände. Saur, München 1990–1999, ISBN 3-598-30323-8.
- Reformation durch Bücher. Druckstadt Wittenberg. In: Paul Raabe (Hrsg.): Gutenberg. 550 Jahre Buchdruck in Europa (= Ausstellungskataloge der Herzog-August-Bibliothek, Bd. 62). VCH, Weinheim 1990, S. 53–64, ISBN 3-527-17824-4.
- Die Buchwissenschaft in Leipzig. Eine vorläufige Vision. In: Thomas Keiderling/Erdmann Weyrauch (Hrsg.): Buchstätte. Geschichte und Perspektiven der Leipziger Buchwissenschaft. Filos-Verlag, Erlangen 2006, S. 169–182, ISBN 978-3-938498-11-8.
- Bürger und Bücher. Zur Kultur- und Mediensoziologie Braunschweigs in der Frühen Neuzeit. Eine empirisch-analytische Bestandsaufnahme. Dissertation Leipzig 2024 (Datum der Veröffentlichung, online)

Festschrift
- Thomas Keiderling (Hrsg.): Buch – Markt – Theorie. Kommunikations- und medienwissenschaftliche Perspektiven ; Erdmann Weyrauch gewidmet. Filos-Verlag, Erlangen 2007, ISBN 978-3-938498-16-3.